# Adolfo Aguilar Zínser
Pour les articles homonymes, voir Aguilar.
 (septembre 2014).
Adolfo Aguilar Zinser (né le 2 décembre 1949 à México et mort le 5 juin 2005 à Tepoztlán) est un politicien mexicain de gauche.

## Biographie
Adolfo Aguilar Zínser fut membre du Partido Revolucionario Institucional (PRI, 1972-1976), du Partido de la Revolución Democrática (PRD, 1993-1995) et du Parti vert écologiste du Mexique (PVEM).